# 18e Landingsflottielje
Het Marinehafen-Abteilung Le Havre / 18e Landingsflottielje (Duits: 18. Landungsflottille) was een operationele eenheid van de Duitse Kriegsmarine tijdens de Tweede Wereldoorlog. Zo’n flottielje was normaal uitgerust met onder andere 20 tot 30 stuks van de Marinefährprahm. 

## Geschiedenis

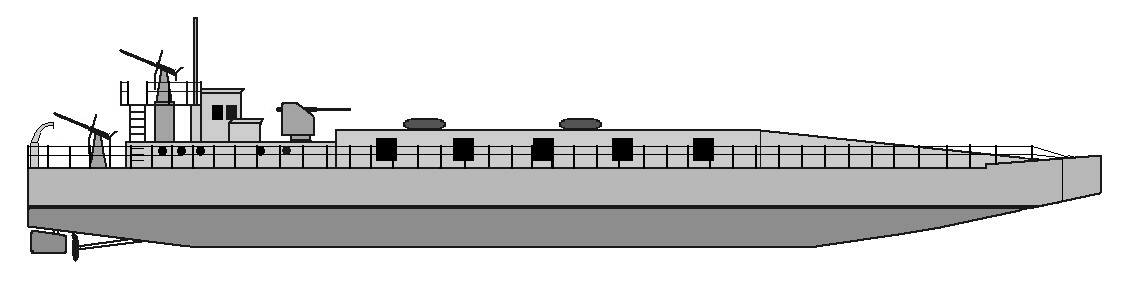
De standaarduitrusting: de Marinefährprahm

De Marinehafen-Abteilung Le Havre werd opgesteld in augustus 1940 om de leiding te geven aan de bemanningen van de in Le Havre liggende vaartuigen voor Operatie Seelöwe. Op 15 januari 1942 werd deze Abteilung omgedoopt in 18. Landungs-Flottille.
Het flottielje had staf en 1e compagnie in Le Havre, 2e compagnie in Rouen und 3e compagnie in Vernon. Het flottielje werd vanaf januari 1942 ook trainingsflottielje voor andere flottieljes. Medio 1942 werd het flottielje naar Rouen verplaatst en vanaf januari 1943 kwam het onder bevel van het 2. Flotten-Stamm-Regiment. In 1943 verzorgde het flottielje ook de bevoorrading van de Kanaaleilanden.

### Einde
Het 18e Landingsflottielje werd opgeheven in april 1943.

## Commandanten
| Rang                         | Naam              | Begin        | Eind         |
| ---------------------------- | ----------------- | ------------ | ------------ |
| Kapitän zur See              | Ernst Fischer     | januari 1942 | april 1942   |
| Fregattenkapitän             | Heinrich Barthels | april 1942   | juli 1942    |
| Fregattenkapitän z.V.        | Hans Beß          | juli 1942    | januari 1943 |
| Korvettenkapitän der Reserve | Bernhard Stelter  | januari 1943 | april 1943   |